# スタジオMAT
スタジオMAT（スタジオマット）は、日本のアニメーションスタジオ。

## 概要
アニメアール出身のアニメーター、松坂定俊が1997年に設立した作画専門のスタジオである。MATとは「Matsuzaka Animation Team」の略称である。主に『ポケットモンスター』等のアニメ作品の作画作業を中心に活動をしている。
多くの作品の場合、「スタジオMAT」「StudioMAT」「St.MAT」「MAT」とクレジットされる。

## 主な作品履歴

### テレビアニメ
- 名探偵コナン （1996年-）
- ポケットモンスターシリーズ
  - ポケットモンスター （1997年-2002年）
  - ポケットモンスタークリスタル ライコウ雷の伝説 （2001年）
  - ポケットモンスター アドバンスジェネレーション （2002年-2006年）
  - ポケットモンスター ダイヤモンド&パール （2006年-）
- 快傑蒸気探偵団 TV ANIMATION SERIES （1998年-1999年）
- 鋼鉄天使くるみ （1999年）
- 地球防衛企業ダイ・ガード （1999年-2000年）
- メダロット （1999年-2000年）
- GTO （1999年-2000年）
- コレクター・ユイ （第1期：1999年・第2期：2000年）
- HUNTER×HUNTER （1999年-2001年）
- とっとこハム太郎 （2000年-2006年）
- ラブひな （2000年）
- 星界の戦旗 （2000年）
- 犬夜叉 （2000年-2004年）
- アルジェントソーマ （2000年-2001年）
- 真・女神転生デビチル （2000-2001年）
- 学校の怪談 （2000年-2001年）
- テイルズ オブ エターニア THE ANIMATION （2001年）
- The Soul Taker 〜魂狩〜 （2001年）
- フィギュア17 つばさ&ヒカル （2001年-2002年）
- テニスの王子様 （2001年-2005年）
- 朝霧の巫女 （2002年）
- NARUTO -ナルト- （2002年-）
- 探偵学園Q （2003年-2004年）
- リングにかけろ1 （2004年）
- くじびきアンバランス （2004年）
- BLEACH （2004年）
- ケロロ軍曹 （2004年-）
- 強殖装甲ガイバー （2005年-2006年）
- ハチミツとクローバー （第1期：2005年・第2期：2006年）
- ツバサ・クロニクル （第1期：2005年・第2期：2006年）
- NANA （2006年-2007年）
- 貧乏姉妹物語 （2006年）
- ぷるるんっ!しずくちゃん （2006年-2007年）
- D.Gray-man （2006年-）
- 家庭教師ヒットマンREBORN! （2006年-）
- デルトラクエスト （2007年-2008年）
- xxxHOLiC◆継 （2008年）
- 全力ウサギ （2008年）
- イタズラなKiss （2008年）
- ワールド・デストラクション 世界撲滅の六人 （2008年）
- 無限の住人 （2008年）
- イナズマイレブン （2008年-）
- ライブオン カードライバー翔 （2008年）
- かんなぎ （2008年）
- 魔法陣グルグル（2017年）

### Webアニメ
- クレヨンしんちゃん外伝 おもちゃウォーズ（2016年）

### 劇場映画
- 名探偵コナンシリーズ
  - 名探偵コナン 天国へのカウントダウン （2001年）
  - 名探偵コナン ベイカー街の亡霊 （2002年）
  - 名探偵コナン 迷宮の十字路 （2003年）
  - 名探偵コナン 銀翼の奇術師 （2004年）
  - 名探偵コナン 水平線上の陰謀 （2005年）
  - 名探偵コナン 探偵たちの鎮魂歌 （2006年）
  - 名探偵コナン 紺碧の棺 （2007年）
  - 名探偵コナン 戦慄の楽譜 （2008年）
- ONE PIECE （2000年-）
- BLOOD THE LAST VAMPIRE （2000年）
- 劇場版ポケットモンスターシリーズ
  - 結晶塔の帝王 ENTEI （2000年）
  - セレビィ 時を超えた遭遇 （2001年）
  - 水の都の護神 ラティアスとラティオス （2002年）
  - 七夜の願い星 ジラーチ （2003年）
  - 裂空の訪問者 デオキシス （2004年）
  - ミュウと波導の勇者ルカリオ （2005年）
  - ポケモンレンジャーと蒼海の王子 マナフィ （2006年）
  - ディアルガVSパルキアVSダークライ （2007年）
  - ギラティナと氷空の花束 シェイミ （2008年）
  - ポケモン・ザ・ムービーXY&Z ボルケニオンと機巧のマギアナ（2016年）
- サクラ大戦 活動写真 （2001年）
- 劇場版AIR （2005年）
- 映画ドラえもんシリーズ
  - ドラえもん のび太の恐竜2006 （2006年）
  - ドラえもん のび太と緑の巨人伝 （2008年）
- ブレイブ ストーリー （2006年）
- ジョバンニの島 （2014年）

### その他
- テイルズ オブ レジェンディア
- テイルズ オブ ジ アビス
- ジオブリーダーズ
- うさぎちゃんでCue
- ラストヴァンパイア
- やるドラ5
- ピュアフォース

## 主な取引先
- アートランド
- オー・エル・エム
- カオスプロジェクト
- サンライズ
- J.C.STAFF
- XEBEC

- ぴえろ
- 竜の子プロダクション
- トムス・エンタテインメント
- 日本アニメーション
- ビィートレイン
- Production I.G